# Chloe Beck
Chloe Beck (* 30. August 2001 in Athens, Georgia) ist eine US-amerikanische Tennisspielerin.

## Karriere
Beck begann im Alter von fünf Jahren mit dem Tennisspielen und bevorzugt Hartplätze. Sie spielt bislang vor allem auf der ITF Women’s World Tennis Tour, wo sie bislang einen Titel im Doppel gewinnen konnte.
Sie erreichte beim Juniorinnendoppel der French Open 2018 mit ihrer Partnerin Taissija Patschkalewa das Viertelfinale, beim Juniorinnendoppel der US Open 2018 mit ihrer Partnerin Emma Navarro das Halbfinale. Im Juniorinnendoppel der Australian Open 2019 gelangten Beck und Navarro bis ins Finale, wo sie gegen Natsumi Kawaguchi und Adrienn Nagy mit 4:6 und 4:6 unterlagen.
Ihr erstes Turnier der WTA Tour bestritt Beck mit einer Wildcard für das Hauptfeld der Volvo Car Open 2019, die sie zusammen mit ihrer Partnerin Emma Navarro erhielt. Die beiden gewannen die erste Runde gegen Darija Jurak und Jeļena Ostapenko knapp mit 1:6, 6:3 und [13:11], unterlagen dann aber im Viertelfinale dem an zwei gesetzten Duo Lucie Hradecká und Andreja Klepač mit 3:6 und 2:6.
Ihr bislang letztes internationale Turnier spielte Beck im Mai 2019. Sie wird daher nicht mehr in der Weltrangliste geführt.

## Turniersiege

### Doppel
| Nr. | Datum              | Turnier    | Kategorie   | Belag | Partnerin    | Finalgegnerinnen                         | Ergebnis |
| --- | ------------------ | ---------- | ----------- | ----- | ------------ | ---------------------------------------- | -------- |
| 1.  | 30. September 2017 | Charleston | ITF $15.000 | Sand  | Emma Navarro | Xenija Kusnezowa Maria Martinez Martinez | 6:3, 6:1 |